# Jean de Malestroit
Jean de Malestroit (Châteaugiron, 1375 – Nantes, 14 settembre 1443) è stato uno pseudocardinale francese.

## Biografia
Nacque a Châteaugiron nel 1375.
L'antipapa Felice V lo elevò al rango di cardinale nel concistoro del 12 novembre 1440.
Morì il 14 settembre 1443 a Nantes.